# Ведерников, Анатолий Васильевич
Анато́лий Васи́льевич Веде́рников (19 октября (1 ноября) 1901, деревня Петровское, Зубцовский уезд, Тверская губерния — 30 октября 1992, Москва) — советский журналист, литературный редактор, многолетний сотрудник Журнала Московской Патриархии (ЖМП). Оказал значительное влияние на возрождение и развитие церковной журналистики и издательского дела в Русской православной церкви (РПЦ) в послевоенные годы. За время его работы в журнале было напечатано более 150 написанных им статей и заметок, в том числе под псевдонимами А. Васильев, А. Столяров, А. Крашенинников и анонимно. Тематика его статей в ЖМП разнообразна: хроника текущих событий в РПЦ и других поместных Церквах, миротворческая и экуменическая деятельность Русской православной церкви, русская агиография, церковная история, статьи, посвящённые современным церковным деятелям.

## Биография
Из крестьянской семьи, с 8 лет пел в церковном хоре. В 1921 году окончил школу второй ступени.
Стремился получить высшее образование, но «летом 1921 года, когда Анатолий приехал в Москву, двери московских вузов наглухо закрылись перед ним, поскольку он числился сыном „середняка“. Решив вернуться домой, Анатолий уже по дороге к вокзалу вдруг увидел вывеску ещё одного вуза — „Института слова“. В этом институте ещё сохранялась плата за обучение, но зато были ослаблены требования к „социальному происхождению“. Необходимой суммы денег у юноши не было, но ему предложили учиться бесплатно за исполнение должности старосты курса. Преподавателями этого уникального института были такие известные мыслители, как Иван Ильин, Николай Бердяев, критик Юлий Айхенвальд и многие другие. Они уже не могли преподавать в государственном университете, но здесь это им ещё разрешалось». Как писал в своих мемуарах Анатолий Краснов-Левитин, «Вобрав еще в детстве крепкую крестьянскую религиозную традицию, он на университетской скамье увлёкся русской мистической философией и богословием. Однако в двадцатые годы все было под запретом — работать в этой области было невозможно». В 1924 года защитил кандидатское сочинения «Природа поэтического образа». Был оставлен научным сотрудником при кафедре теоретической поэтики.
После закрытия института работал внештатным научным сотрудником в Государственной академии художественных наук в секции теоретической поэтики. В 1927—1932 годы преподавал русский язык в Центральном политехническом заочном институте транспорта (занимал должности инструктора-методиста, заведующего инженерно-педагогическим отделением, заместителя директора по учебной части, ученого секретаря, лит. редактора издательства), в 1929 году издал учебник «Курс русского языка» (М., 1931). «Связи с церковью не порывал, хотя, разумеется, это не афишировал <…>. Был всегда, как практический человек, ярым сторонником Митрополита Сергия».
В 1932 году перешёл на работу в Центральный союз потребительских обществ на должность старшего научного сотрудника научно-методического кабинета. В 1933—1941 годы доцент и заведующий кафедрой русского языка и литературы факультета особого назначения при Институте потребкооперации Центрсоюза.
После начала Великой Отечественной войны служил в 4-й специальной артиллерийской школе старшим воспитателем и комендантом. После закрытия артиллерийской школы, с мая 1942 года, заведовал учебной частью Центральной музыкальной школы при Московской государственной консерватории. С 1943 года — февраль 1945 года являлся старшим научным сотрудником научно-исследовательского кабинета и преподавателем русской литературы на осетинском отделении консерватории. Занимался научной и педагогической деятельностью, участвовал в церковной жизни Москвы и самостоятельно изучал богословие.
19 октября 1943 года подал прошение митрополиту Киевскому и Галицкому Николаю (Ярушевичу) о зачислении в штат организуемого Богословского института, был назначен инспектором института и пастырских курсов, которые открылись 14 июня 1944 года. Сразу после окончания войны он составил «Отчёт в Государственную чрезвычайную комиссию о количестве и качестве ущерба, причиненного фашистами РПЦ в минувшей войне 1941—1945 гг.» (М., 1945 [на нем. яз.]). В 1946 году при преобразовании Богословского института в Московскую духовную академию стал преподавателем последней. В сборнике «Патриарх Сергий и его духовное наследие» (1947) опубликовал исследование «Русская Православная Церковь после кончины Святейшего Патриарха Сергия».
Подготовил учебный курс по истории русской религиозной мысли. Как отмечалось в «Церковном вестнике», «Подготовить такой лекционный курс было в то время не просто. Предмета этого не было в учебной программе старой Академии, не было ни установившейся традиции преподавания, ни соответствующих учебных пособий. Но не в этом была главная трудность для преподавателя-первопроходца: гораздо серьёзнее было то, что своим курсом он нарушал общепринятые в то время идеологические табу, согласно которым всякая русская философская мысль была осознанно или „стихийно“ материалистической. Одно только упоминание о религиозности, скажем, Ломоносова навлекало на лектора подозрение в нелояльности режиму».
В 1947 году утверждён в звании доцента Московской духовной академии. Преподавал в МДА историю русской религиозной мысли, уделял большое внимание характеристике религиозных взглядов русских писателей и учёных. Опасаясь, что о содержании его лекций узнают власти, преподаватель имел единственный экземпляр курса и запрещал студентам вести записи. Несмотря на эти меры, в конце 1948 года был внезапно уволен из МДА, а история русской религиозной мысли была исключена из учебной программы. Рукопись курса по русской религиозной мысли сохранилась в семейном архиве.
Вскоре митрополит Николай пригласил Анатолия Ведерникова на работу в Издательский отдел Московской Патриархии, где он стал ближайшим помощником главы Издательского отдела, активно работал в редакции «Журнала Московской Патриархии». В ЖМП первоначально занимал должность заведующего отделом «В защиту мира». В конце 1953 года представил Патриарху Алексию I докладную записку о реорганизации ЖМП, после чего был назначен ответственным секретарём журнала. К 40-летию восстановления Патриаршества подготовил издание «Русская Православная Церковь: Устройство, положение, деятельность» (М., 1958), посвященное характеристике РПЦ в послевоенный период. Участвовал в подготовке издания Библии в новой орфографии (М., 1959), в выпуске сборника «Богословские труды» (1-й номер увидел свет в 1960). По мнению Анатолия Краснова-Левитина: «Он был рождён для этой должности: трудолюбивый сверх меры (он мог работать буквально круглые сутки), уклончивый, обладающий способностью быстро улавливать момент, быстро ориентироваться, находить нужные формулировки, он был буквально незаменим. Анатолий Васильевич не только редактировал журнал — его перу принадлежат все ответственные выступления в международных форумах Патриарха Алексия и Митрополита Николая».
В ноябре 1962 года вышел на пенсию, но до конца 1980-х годов работал референтом митрополита Таллинского и Эстонского Алексия (Ридигера), продолжая публиковаться в Журнале Московской Патриархии.
Скончался 30 октября 1992 года в Москве. Похоронен на кладбище в Переделкине Московской области.

## Публикации
книги
- Русская православная церковь : Устройство, положение, деятельность : [К сорокалетию восстановления патриаршества]. — Москва : Моск. патриархия, 1958. — 247 с., [1] л. портр. : ил. ; 27 см.

учебные пособия
- Курс русского языка : Задание 1-15 / Под ред. проф. А. М. Пешковского. — Москва : Транспечать НКПС, 1929 (5-я тип. Транспечати НКПС «Пролетарское слово»). — 15 бр.; 24х15 см. — (Центр. профтехнич. заочные курсы НКПС).
  - Курс русского языка / А. В. Ведерников ; Под ред. проф. А. М. Пешковского ; Центр. политехн. заоч. ин-т транспорта. — 2-е перер. и доп. изд. — Москва : Транспечать, 1930 [на обл: 1931] (Л. : 2-я тип. Транспечати). — 335 с.
- Русский язык: Метод. разработка. С самостоятельным разделом Работа по развитию устной и письменной речи / А. В. Ведерников ; Планзо. Госплан СССР. Всес. комбинат план. заоч. образ. — Москва ; Ленинград : Гос. экон. изд-во, 1932 ([М.] : Интернациональная тип.). — 48 с.
- Русский язык: Сложная фраза / А. В. Ведерников. — Ленинград : Всес. комбинат кооп. заоч. образ., 1933 (тип. им. Котлякова). — Обл., 39 с.
- Методическая разработка к учебнику С. И. Абакумова и В. Клюевой [Текст] : Рабочая книга по русскому языку / А. Ведерников ; Всекопромсовет. Всес. ин-т масс. обуч. кадров промысл. кооп-ции. Заоч. группа. — Москва : Всес. кооп. объедин. изд-во, [1933] (8 тип. «Мособлполиграфа»). — [Зад. 1] [Текст]. — 1933. — 12 с.
- Методическая разработка к учебнику С. И. Абакумова и В. Клюевой [Текст] : Рабочая книга по русскому языку / А. Ведерников ; Всекопромсовет. Всес. ин-т масс. обуч. кадров промысл. кооп-ции. Заоч. группа. — Москва : Всес. кооп. объедин. изд-во, [1933] (8 тип. «Мособлполиграфа»). — Зад. 2-[3]. — 1933. — 16 с.
- Методическая разработка к учебнику С. И. Абакумова и В. Клюевой [Текст] : Рабочая книга по русскому языку / А. Ведерников ; Всекопромсовет. Всес. ин-т масс. обуч. кадров промысл. кооп-ции. Заоч. группа. — Москва : Всес. кооп. объедин. изд-во, [1933] (8 тип. «Мособлполиграфа»). — Зад. 4-[7] [Текст]. — 1933. — 14 с.
- Русский язык: (Методические дополнения к учебнику Абакумова и Клюевой). — [Москва] : стеклогр. ТМП Дзержинск. р-та, [1934]. — (Для группы техникума/ Всес. комбинат кооп. заоч. обуч. (ВсеККЗО))
- Организация и методика заочного обучения. — Москва : Мир, 1934 (Л. : тип. «Коминтерн»). — Обл., 136 с. (в соавторстве с А. Т. Кондновым)
- Религиозные судьбы великих людей русской национальной культуры : [курс лекций по истории русской религиозной мысли] / А. В. Ведерников. — Москва : Изд-во Московской Патриархии Русской Православной Церкви, 2014. — 623 с., [5] л. ил., портр. : ил., портр. ; 21 см. — ISBN 978-5-88017-462-1

статьи
- Данилин Н. М. (некролог) // Журнал Московской Патриархии. 1945. — № 3. — С. 77-79.
- От Совета Православного Богословского Института [условия приема учащихся на 1946—1947 учебный год] // Журнал Московской Патриархии. 1946. — № 5. — С. 63-64; № 6. — С. 63-64; № 7. — С. 63-64. (в соавторстве с протоиереем Т. Д. Поповым)
- Профессор протоиерей Н. В. Чепурин (1881—1947) // Журнал Московской Патриархии. 1947. — № 3. — С. 17-22.
- Русская Православная Церковь после кончины Святейшего Патриарха Сергия // Патриарх Сергий и его духовное наследство. — Москва : Московская патриархия, 1947. — 416 с. — С. 273—402
- К торжеству в Троице-Сергиевой Лавре 5-18 июля 1948 г. // Журнал Московской Патриархии. 1948. — № 8. — С. 53-57.
- Профессор-протоиерей В. В. Платонов (некролог) // Журнал Московской Патриархии. 1949. — № 1. — С. 71-76.
- Апостольский подвиг Святителя Стефана Пермского (память 26 апреля по ст. ст.) // Журнал Московской Патриархии. 1949. — № 4. — С. 15-22. (под псевдонимом А. Крашенинников)
- Миссия христианства в современном мире (Православие на страже мира) // Журнал Московской Патриархии. 1949. — № 6. — С. 7-18. (под псевдонимом А. Крашенинников)
- Международный мир как нравственная задача // Журнал Московской Патриархии. 1949. — № 8. — С. 30-36. (под псевдонимом А. Крашенинников)
- Оружие Церкви в защите мира // Журнал Московской Патриархии. 1949. — № 11. — С. 14-18. (под псевдонимом А. Крашенинников)
- Радость единения // Журнал Московской Патриархии. 1949. — № 12. — С. 20.
- Молитвенное участие Церкви в праздновании 70-летия И. В. Сталина // Журнал Московской Патриархии. 1950. — № 1. — С. 11-13.
- Приснопамятный подвижник древней Руси (к возобновлению церкви Преп. Никона в Троице-Сергиевой Лавре) // Журнал Московской Патриархии. 1950. — № 1. — С. 21-24. (под псевдонимом А. Крашенинников)
- Стопятидесятилетие Харьковской епархии // Журнал Московской Патриархии. 1950. — № 1. — С. 61-62.
- Признание прав Русской Православной Церкви [на Николаевский собор в Нью-Йорке] // Журнал Московской Патриархии. 1950. — № 2. — С. 61-62. (под псевдонимом А. Крашенинников)
- Пять лет патриаршества (4/II 1945 г. — 4/II 1950 г.) // Журнал Московской Патриархии. 1950. — № 3. — С. 11-15.
- Церковь и мир // Журнал Московской Патриархии. 1950. — № 3. — С. 21-28. (под псевдонимом А. Крашенинников)
- Из обзора румынской церковной печати // Журнал Московской Патриархии. 1950. — № 4. — С. 62-64. (под псевдонимом А. Крашенинников)
- Ревнитель церковного единства (к 25-летию со дня кончины Патриарха Тихона) // Журнал Московской Патриархии. 1950. — № 5. — С. 61-69.
- Единство христиан в защите мира // Журнал Московской Патриархии. 1950. — № 6. — С. 15-19. (под псевдонимом А. Крашенинников)
- Духовенство Русской Православной Церкви подписывает Стокгольмское Воззвание // Журнал Московской Патриархии. 1950. — № 7. — С. 7-11. (под псевдонимом А. Крашенинников)
- Приезд представителей Румынского Патриарха // Журнал Московской Патриархии. 1950. — № 5. — С. 17.
- Грех против Матери-Церкви // Журнал Московской Патриархии. 1950. — № 7. — С. 68-78.
- Прекращение унии в Чехословакии // Журнал Московской Патриархии. 1950. — № 7. — С. 40-53.
- Новый вклад Церкви в дело мира // Журнал Московской Патриархии. 1950. — № 8. — С. 24-32. (под псевдонимом А. Крашенинников)
- Сергиевские торжества в Лавре // Журнал Московской Патриархии. 1950. — № 8. — С. 37-38.
- Внутреннее дело Польской Православной Церкви // Журнал Московской Патриархии. 1950. — № 8. — С. 40-51.
- Христианское дело (из откликов на Обращение трех Патриархов к христианам всего мира) // Журнал Московской Патриархии. 1950. — № 11. — С. 28-34. (под псевдонимом А. Крашенинников)
- Пленение христианской совести (по поводу отклика Архиепископа Кентерберийского Джоффри на Обращение трех Патриархов) // Журнал Московской Патриархии. 1950. — № 11. — С. 35-37.
- Великое служение делу мира (к участию Митрополита Крутицкого и Коломенского Николая на Втором Всемирном конгрессе сторонников мира в Варшаве) // Журнал Московской Патриархии. 1951. — № 1. — С. 11-18.
- Испытание верности // Журнал Московской Патриархии. 1951. — № 2. — С. 11-14.
- Путь совести и благоразумия // Журнал Московской Патриархии. 1951. — № 4. — С. 6-11.
- Заслуженная награда // Журнал Московской Патриархии. 1951. — № 5. — С. 20-23.
- Румынская Православная Церковь в борьбе за мир // Журнал Московской Патриархии. 1951. — № 6. — С. 14-17.
- Пример церковного законопослушания (памяти Митрополита Японского Сергия) // Журнал Московской Патриархии. 1951. — № 7. — С. 41-53.
- Неподкупный обличитель Ватикана (к третьей годовщине со дня убийства д-ра протопресвитера о. Гавриила Костельника) // Журнал Московской Патриархии. 1951. — № 9. — С. 41-44.
- Русская Православная Церковь за Пакт Мира // Журнал Московской Патриархии. 1951. — № 10. — С. 21-24.
- Горькие плоды церковного разделения (к положению Православной Церкви в Финляндии) // Журнал Московской Патриархии. 1951. — № 12. — С. 34-43.
- Восхождение к миру (к итогам второй сессии Всемирного Совета Мира в Вене) // Журнал Московской Патриархии. 1952. — № 1. — С. 21-26.
- Требование совести // Журнал Московской Патриархии. 1951. — № 7. — С. 18-20. (под псевдонимом А. Васильев)
- Строители международного мира // Журнал Московской Патриархии. 1952. — № 2. — С. 23-26.
- Вопрос чести и достоинства // Журнал Московской Патриархии. 1952. — № 5. — С. 27-29.
- Единственная цель (о решениях чрезвычайной сессии Всемирного Совета Мира) // Журнал Московской Патриархии. 1952. — № 8. — С. 41-45. (под псевдонимом А. Васильев)
- Нравственная преграда войне (некоторые итоги Конференции Церквей и религиозных объединений в СССР в защиту мира) // Журнал Московской Патриархии. 1952. — № 8. — С. 34-40.
- Русская Церковь и мир // Журнал Московской Патриархии. 1952. — № 9. — С. 33-36.
- Христианские свидетели преступления // Журнал Московской Патриархии. 1952. — № 11. — С. 46-48. (под псевдонимом А. Васильев)
- Голос Церкви (к выступлению Святейшего Патриарха Алексия на Четвертой Всесоюзной конференции сторонников мира) // Журнал Московской Патриархии. 1953. — № 1. — С. 30-33.
- Православная Церковь в Китае — в защиту мира // Журнал Московской Патриархии. 1953. — № 2. — С. 27-30.
- Великое сближение народов // Журнал Московской Патриархии. 1953. — № 3. — С. 24-27.
- Вклад в кафолическую соборность (о решениях Первого Поместного Собора Православной Церкви в Чехословакии) // Журнал Московской Патриархии. 1953. — № 3. — С. 37-40. (под псевдонимом А. Васильев)
- Восстановление патриаршества в Болгарии // Журнал Московской Патриархии. 1953. — № 6. — С. 38-45.
- За оградой Матери-Церкви // Журнал Московской Патриархии. 1953. — № 7. — С. 32-39.
- Великая надежда (к итогам Будапештской сессии Всемирного Совета Мира) // Журнал Московской Патриархии. 1953. — № 8. — С. 17-22. (под псевдонимом А. Васильев)
- К вопросу о Предсоборном Совещании // Журнал Московской Патриархии. 1953. — № 8. — С. 47-53.
- Преддверие мира // Журнал Московской Патриархии. 1953. — № 9. — С. 29-30.
- На канонический путь! // Журнал Московской Патриархии. 1953. — № 10. — С. 16-18.
- Неумолкающий призыв // Журнал Московской Патриархии. 1954. — № 1. — С. 38-42.
- Беспристрастное суждение // Журнал Московской Патриархии. М., 1954. — № 1. — С. 74.
- Признак церковной зрелости // Журнал Московской Патриархии. 1954. — № 1. — С. 71-72. (под псевдонимом А. Васильев)
- Миссия дружбы и мира (о поездке Митрополита Николая в Венгрию) // Журнал Московской Патриархии. 1954. — № 3. — С. 16-27. (под псевдонимом А. Васильев)
- Экуменические молитвы о христианском единении // Журнал Московской Патриархии. 1954. — № 3. — С. 66-68.
- «Церковный Листок» (орган Шанхайского Епархиального Управления Восточно-Азиатского Экзархата Московской Патриархии) // Журнал Московской Патриархии. 1954. — № 3. — С. 74.
- Соблазны экуменизма // Журнал Московской Патриархии. 1954. — № 4. — С. 64-72.
- Своевременный призыв // Журнал Московской Патриархии. 1954. — № 5. — С. 21-23.
- Медлить нельзя! // Журнал Московской Патриархии. 1954. — № 6. — С. 23-24.
- Идея Церкви в сочинениях А. С. Хомякова (к 150-летию со дня рождения) // Журнал Московской Патриархии. 1954. — № 7. — С. 47-59.
- Между страхом и надеждой // Журнал Московской Патриархии. 1954. — № 8. — С. 46-53.
- Патриотическая деятельность Русской Православной Церкви и ее участие в борьбе за мир // Журнал Московской Патриархии. 1954. — № 10. — С. 29-35; № 10. — С. 29-35; № 11. — С. 23-31.
- Благоразумное решение [по поводу нового перевода на русский язык Нового Завета при участии Британского и Иностранного Библейского общества в Париже] // Журнал Московской Патриархии. 1954. — № 12. — С. 68. (подписано: А. В.)
- Les écueils de l’oecuménisme // Вестник Русского Западно-Европейского Патриаршего Экзархата. М., 1954. — № 19. — С. 178—186.
- Новый епископ Православной Церкви в Чехословакии // Журнал Московской Патриархии. 1955. — № 1. — С. 68. (под псевдонимом А. Васильев)
- Первый выпуск Варшавской православной духовной семинарии // Журнал Московской Патриархии. 1955. — № 1. — С. 68-69. (под псевдонимом А. Столяров)
- Христианство в Индии // Журнал Московской Патриархии. 1955. — № 1. — С. 70-75.
- Против безумия атомной войны // Журнал Московской Патриархии. 1955. — № 2. — С. 78-80.
- Hieromoine Pierre (Paul L’Huillier). Le schisme de 1054 (Иеромонах Петр (Павел Л’Юиллье). Раскол 1054 года). Вестник Русского Западноевропейского Патриаршего Экзархата, № 19, 1954, стр. 144—164 (на французском языке) // Журнал Московской Патриархии. 1955. — № 4. — С. 79-80.
- В первых рядах // Журнал Московской Патриархии. 1955. — № 5. — С. 36-39. (под псевдонимом А. Васильев)
- Слово христианской любви // Журнал Московской Патриархии. 1955. — № 6. — С. 23-24.
- Hieromoine Pierre (Paul L’Huillier). La conception orthodoxe du dogme (Иеромонах Петр (Павел Л’Юиллье). Православное понимание догмата). Вестник Русского Западно-Европейского Патриаршего Экзархата, № 20, 1954, стр. 238—245 (на французском языке) // Журнал Московской Патриархии. 1955. — № 6. — С. 70-72.
- Святые братья Борис и Глеб // Журнал Московской Патриархии. 1955. — № 7. — С. 26-28. (под псевдонимом А. Васильев)
- Иеромонах Силуан. Образ единства и принцип первенства в Церкви (ап. Петр и «ключи царства» — ключи покаяния). «Вестник Русского Западноевропейского Патриаршего Экзархата». № 21, 1955, стр. 57-75 // Журнал Московской Патриархии. 1955. — № 8. — С. 78-79.
- Радостное событие // Журнал Московской Патриархии. 1955. — № 8. — С. 17-18. (под псевдонимом А. Васильев)
- К 400-летию закладки собора «Покрова, что на рву» // Журнал Московской Патриархии. 1955. — № 10. — С. 54-58. (под псевдонимом А. Васильев)
- А. С. Мерзлюкин. Родословие Пресвятой Девы Марии и происхождение «братьев Господних». Париж, 1955, 40 стр. с семью таблицами // Журнал Московской Патриархии. 1956. — № 1. — С. 78-79. (под псевдонимом А. Васильев)
- Слово христианской любви // Журнал Московской Патриархии. 1956. — № 2. — С. 39-40.
- Свет Вифлеема // Журнал Московской Патриархии. 1956. — № 1. — С. 29-32. (под псевдонимом А. Васильев)
- Великая встреча [поездка Н. А. Булганина и Н. С. Хрущева в Индию] // Журнал Московской Патриархии. 1956. — № 2. — С. 42-43. (под псевдонимом А. Васильев)
- Прот. В. Родзянко. Как разрешить проблему Филиокве? Вестник Русского западноевропейского патриаршего экзархата. № 24, 1955, стр. 259—291 // Журнал Московской Патриархии. 1957. — № 2. — С. 75-77.
- Nikolaj Metropolita Kruticky a Kolomensky, Clen Svetove Rady Miru. «Za Mir!» Projevy a stati. 1952—1954. Nakladatelstvi Lidova Demokracie, Praha (Николай, Митрополит Крутицкий и Коломенский, член Всемирного Совета Мира. «За мир!», сборник докладов и речей 1952—1954 гг., перевод Марии Мервартовой. Издательство Народной Демократии. Прага, 1955 год [на чеш. яз.] // Журнал Московской Патриархии. 1956. — № 3. — С. 75-76. (под псевдонимом А. Васильев)
- На Всесоюзной конференции советских ветеранов войны // Журнал Московской Патриархии. 1956. — № 11. — С. 56. (под псевдонимом А. Васильев)
- Поругание надежды // Журнал Московской Патриархии. 1956. — № 11. — С. 53-55. (под псевдонимом А. Васильев)
- Житие преподобной Геновефы (Женевьевы) // Журнал Московской Патриархии. 1957. — № 1. — С. 55-64. (под псевдонимом А. Васильев)
- Против нарушителей мира // Журнал Московской Патриархии. 1957. — № 1. — С. 36-38. (под псевдонимом А. Васильев)
- Вместе с народом // Журнал Московской Патриархии. 1957. — № 3. — С. 41-42. (под псевдонимом А. Васильев)
- Пасхальный призыв // Журнал Московской Патриархии. 1957. — № 5. — С. 26-27.
- История почитания преподобной Геновефы (Женевьевы) // Журнал Московской Патриархии. 1957. — № 5. — С. 70-74. (под псевдонимом А. Васильев)
- Новые работы по истории иконописи // Журнал Московской Патриархии. 1957. — № 5. — С. 77-80. (под псевдонимом А. Васильев)
- Проф. И. Снегаров. «Неизданные списки греческой службы св. Клименту Охридскому». Годишник на Духовната Академия св. Климент Охридский (ежегодник Болгарской Духовной Академии), Т. V (XXXI), 1955—1956, стр. 221—240 // Журнал Московской Патриархии. 1957. — № 6. — С. 80. (под псевдонимом А. Васильев)
- Проф. И. Снегаров. «Христианство в Болгарии до обращения князя Бориса». Годишник на Духовната Академия св. Климент Охридский (ежегодник Болгарской Духовной Академии), Т. V (XXXI), 1955—1956, стр. 193—218 // Журнал Московской Патриархии. 1957. — № 6. — С. 79-80. (под псевдонимом А. Васильев)
- Иеромонах Василий (Кривошеин). «Братолюбивый нищий». Мистическая автобиография преп. Симеона Нового Богослова (949—1022). Вестник Русского западноевропейского патриаршего экзархата ь 16, 1953, стр. 223—236; «Неистовый ревнитель». Преп. Симеон Новый Богослов как игумен и духовный наставник. Там же, ь 25, 1957, стр. 30-53 // Журнал Московской Патриархии. 1957. — № 8. — С. 73-79. (под псевдонимом А. Васильев)
- Блюститель канонической истины (памяти митрополита Литовского и Виленского Елевферия (Богоявленского)) // Журнал Московской Патриархии. 1957. — № 9. — С. 65-76.
- Эрнст Бенц. Восточное Православие и церковное самосознание Реформации // Журнал Московской Патриархии. 1958. — № 1. — С. 76-79.
- Положение Русской Православной Церкви в СССР // Журнал Московской Патриархии. 1958. — № 1. — С. 40-47. (под псевдонимом А. Васильев)
- Anglo-Russian theological conference: Moscow, July, 1956. A Report of a theological conference held between members of a delegation from the Russian Orthodox Church and a delegation from the Church of England. With a preface by A. M. Ramsey, Archbishop of York. Editor H. M. Waddams, hon. canon of Canterbury. London, The Faith Press, Ltd. 1958. XXI, 120 pp. (Англо-русская богословская конференция в Москве, в июле 1956 г. Отчет о богословской конференции между членами делегаций Русской Православной Церкви и Англиканской Церкви. С предисловием А. М. Рамсея, Архиепископа Йоркского. Под ред. каноника Г. М. Уоддемса) // Журнал Московской Патриархии. 1958. — № 5. — С. 77-78. (под псевдонимом А. Васильев)
- Lubozar Tcholakoff. L’organisatio actuelle de l’Eglise Orthodoxe Bulgare. Principes fondamentaux des status de l’Eglise Orthodoxe Bulgare (Любозар Чолаков. Современное устройство Болгарской Православной Церкви. Основные принципы положения о Болгарской Православной Церкви). Agen, 1957, 3 стр. Оттиск из журнала «Revue internationale de drois compare», 1957, ь 4 [на франц. яз.] // Журнал Московской Патриархии. 1958. — № 5. — С. 79. (под псевдонимом А. Васильев)
- Das Kirchenjahr. Wort und bild im dienst des glaubens. Herausgegeben von Edith Rothe.Union Verlag. Berlin, 1956, 159 SS. (Церковный год. Слово и образ на службе веры. Изд. Эдит Ротэ. Союзное издательство. Берлин, 1956, 159 с. [на нем. яз.]) // Журнал Московской Патриархии. 1958. — № 8. — С. 75-78. (под псевдонимом А. Васильев)
- Hieromoine Pierre l’Huillier. «Tu es Petrus». Essai d’interpretation du chapitre XVI de l’Evangile selon s. Matthieu (Иером. Петр Л’Юиллье. «Ты еси Петр». Опыт истолкования XVI главы Евангелия от Матфея. Вестник русского западноевропейского патриаршего экзархата. ь 28, 1957, стр. 197—212 (на французском языке)) // Журнал Московской Патриархии. 1958. — № 8. — С. 78-80. (под псевдонимом А. Васильев)
- Новое отношение Запада к Православию (о книге проф. Эрнста Бенца «Дух и жизнь Восточной Церкви». Гамбург, 1957, 203 стр.) // Журнал Московской Патриархии. 1958. — № 10. — С. 65-80.
- Pierre Kovalevsky. Saint Serge et la spiritualite russe (Петр Ковалевский. Преподобный Сергий и русская духовная жизнь). Серия «Maitres spirituels». Вып. 16. Изд. du Seuil. 1958. 189 стр. (на франц. яз.) // Журнал Московской Патриархии. 1958. — № 12. — С. 67-69. (под псевдонимом А. Васильев)
- 1. R. P. Dom Paul de Vooght, o. s. B. Ecriture et tradition d’apres des etudes catholiques recentes (Павел де Фоогт, орден св. Бенедикта. Писание и Предание по новейшим католическим исследованиям). 2. D-r J. R. Heiselmann. Un malentendu eclairci: la relation «Ecriture-Tradition» dans la theologie catholique (д-р И. Р. Гейзельман. Разъясненное недоразумение: отношение «Писание — Предание» в католическом богословии) (из журнала «Истина», № 2, 1958 г., изд. ордена Бенедиктинцев) // Журнал Московской Патриархии. 1959. — № 1. — С. 74-76.
- Необходимое исправление // Журнал Московской Патриархии. 1959. — № 4. — С. 79-80. (под псевдонимом А. Васильев)
- Андрей Рублев и Григорий Палама // Журнал Московской Патриархии. 1960. — № 10. — С. 33-44. (под псевдонимом А. Васильев)
- На пути к миру // Журнал Московской Патриархии. 1961. — № 2. — С. 40-43.
- Проблема Предания в православном богословии // Журнал Московской Патриархии. 1961. — № 9. — С. 42-49; № 10. — С. 61-71.
- «Что Тебе принесем, Христе…» // Журнал Московской Патриархии. 1962. — № 1. — С. 6-8.
- Светлой памяти митрополита Николая [Ярушевича] (13 января 1892 г. — 13 декабря 1961 г.) // Журнал Московской Патриархии. 1962. — № 1. — С. 14-22.
- При свете звезды Вифлеемской // Журнал Московской Патриархии. 1962. — № 1. — С. 45-48.
- Первый шаг к примирению (о задачах христианского движения в защиту мира) // Журнал Московской Патриархии. 1962. — № 4. — С. 21-26.
- Из воспоминаний об архиепископе Японском Николае // Журнал Московской Патриархии. 1962. — № 6. — С. 75-76. (под псевдонимом А. Васильев)
- Позиция благожелательного внимания (по поводу Второго Ватиканского Собора) // Журнал Московской Патриархии. 1963. — № 2. — С. 62-64.
- Путем единомыслия (по поводу первой сессии Второго Ватиканского Собора) // Журнал Московской Патриархии. 1963. — № 3. — С. 54-59; № 4. — С. 62-68.
- Светильник веры и любви (к 25-летию со дня кончины афонского схимонаха Силуана) // Журнал Московской Патриархии. 1963. — № 10. — С. 54-62.
- Под знаком любви и мира // Журнал Московской Патриархии. 1964. — № 12. — С. 19-26.
- Русская Православная Церковь в 1964 году // Журнал Московской Патриархии. 1965. — № 1. — С. 10-16; № 2. — С. 18-26.
- Владимир Лосский и его богословие // Богословские труды. М., 1972. — № 8. — С. 215—230.
- Заслуженная награда [присуждение Ленинской премии «За укрепление мира между народами» канонику Раймону Гоору (Бельгия)] // Журнал Московской Патриархии. 1976. — № 2. — С. 36-38.
- Символ единения и дружбы [75-летие Таллинского собора] // Журнал Московской Патриархии. 1977. — № 1. — С. 22-27.
- Профессор протоиерей Георгий Васильевич Флоровский (1893—1979) [некролог] // Журнал Московской Патриархии. 1980. — № 2. — С. 54-57.
- К 40-летию битвы под Москвой и освобождения г. Калинина (1941—1981) // Журнал Московской Патриархии. 1982. — № 2. — С. 38.
- Великий учитель христианской нравственности // Журнал Московской Патриархии. 1988. — № 12. — С. 63-73.
- Памяти иконописца (Ю. Н. Рейтлингер) // «Вестник Русского Христианского Движения». — Париж — Нью-Йорк. — Москва. — 1988. — № 3 (154). — С. 195—196
  - Памяти иконописца [Ю. Н. Рейтлингер] // Журнал Московской Патриархии. 1989. — № 5. — С. 16.